# Ćmielów (gromada 1961–1972)
Ćmielów (do 30 XII 1961 Brzóstowa) – dawna gromada, czyli najmniejsza jednostka podziału terytorialnego Polskiej Rzeczypospolitej Ludowej w latach 1954–1972.
Gromady, z gromadzkimi radami narodowymi (GRN) jako organami władzy najniższego stopnia na wsi, funkcjonowały od reformy reorganizującej administrację wiejską przeprowadzonej jesienią 1954 do momentu ich zniesienia z dniem 1 stycznia 1973, tym samym wypierając organizację gminną w latach 1954–1972.
Gromadę Ćmielów z siedzibą GRN w osiedlu Ćmielów (nie wchodzącym w jej skład) utworzono 31 grudnia 1961 w powiecie opatowskim w woj. kieleckim w związku ze zmianą nazwy gromady Brzóstowa (której siedziba już od 31 grudnia 1959 znajdowała się w Ćmielowie) na gromada Ćmielów. 
31 grudnia 1962 do gromady Ćmielów przyłączono wieś Czarna Glina z gromady Boria w tymże powiecie.
W 1965 roku gromada miała 27 członków gromadzkiej rady narodowej.
1 stycznia 1966 do gromady Ćmielów przyłączono kolonię Borownia z gromady Borja w tymże powiecie.
Gromada przetrwała do końca 1972 roku, czyli do kolejnej reformy gminnej. 1 stycznia 1973 w powiecie opatowskim reaktywowano zniesioną w 1954 roku gminę Ćmielów.
Uwaga: Gromada Ćmielów (o innym składzie) istniała w powiecie opatowskim także przez krótki okres w 1954 roku.